# Văn phòng Ủy ban nhân dân tỉnh Việt Nam
Văn phòng Ủy ban nhân dân tỉnh/thành phố trực thuộc Trung ương là cơ quan chuyên môn, ngang sở, là bộ máy giúp việc của Ủy ban nhân dân cấp tỉnh, Chủ tịch và Phó Chủ tịch Ủy ban nhân dân cấp tỉnh.

## Chức năng
Văn phòng Ủy ban nhân dân cấp tỉnh có chức năng:
- Tham mưu tổng hợp, giúp Ủy ban nhân dân cấp tỉnh tổ chức các hoạt động chung của Ủy ban nhân dân cấp tỉnh, tham mưu, giúp Chủ tịch Ủy ban nhân dân cấp tỉnh chỉ đạo, điều hành các hoạt động chung của bộ máy hành chính ở địa phương; bảo đảm cung cấp thông tin phục vụ công tác quản lý, chỉ đạo, điều hành của Ủy ban nhân dân, Chủ tịch Ủy ban nhân dân cấp tỉnh và thông tin cho công chúng theo quy định của pháp luật; bảo đảm các điều kiện vật chất, kỹ thuật cho hoạt động của Ủy ban nhân dân cấp tỉnh, Chủ tịch Ủy ban nhân dân cấp tỉnh.
- Tư cách pháp nhân, có con dấu và tài khoản riêng; chịu sự chỉ đạo, quản lý về tổ chức, biên chế và công tác của Ủy ban nhân dân cấp tỉnh, sự chỉ đạo, hướng dẫn, kiểm tra về chuyên môn, nghiệp vụ của Văn phòng Chính phủ.

## Nhiệm vụ và quyền hạn
Văn phòng Ủy ban nhân dân cấp tỉnh có nhiệm vụ và quyền hạn sau:
1. Tham mưu tổng hợp, giúp Ủy ban nhân dân cấp tỉnh
  - Xây dựng, quản lý chương trình công tác của Ủy ban nhân dân cấp tỉnh theo quy định của pháp luật.
  - Theo dõi, đôn đốc các Sở, cơ quan ngang sở, cơ quan thuộc Ủy ban nhân dân cấp tỉnh (gọi tắt là Sở, ngành), Ủy ban nhân dân quận, huyện, thị xã, thành phố thuộc tỉnh (còn được gọi là Ủy ban nhân dân cấp huyện), các cơ quan, tổ chức liên quan thực hiện chương trình công tác của Ủy ban nhân dân cấp tỉnh và Quy chế làm việc của Ủy ban nhân dân cấp tỉnh.
  - Phối hợp thường xuyên với các Sở, ngành, Ủy ban nhân dân cấp huyện, các cơ quan, tổ chức liên quan trong quá trình chuẩn bị và hoàn chỉnh các đề án, dự án, dự thảo văn bản quy phạm pháp luật trình Ủy ban nhân dân cấp tỉnh xem xét, quyết định theo quy định của pháp luật.
  - Thẩm tra về trình tự, thủ tục chuẩn bị và có ý kiến đánh giá độc lập đối với các đề án, dự án, dự thảo văn bản quy phạm pháp luật, các báo cáo quan trọng theo chương trình công tác của Ủy ban nhân dân cấp tỉnh và các công việc khác do các Sở, ngành, Ủy ban nhân dân cấp huyện, các cơ quan, tổ chức liên quan trình Ủy ban nhân dân cấp tỉnh.
  - Xây dựng các đề án, dự án, dự thảo văn bản quy phạm pháp luật và các báo cáo theo sự phân công của Ủy ban nhân dân cấp tỉnh.
  - Kiểm soát thủ tục hành chính và tiếp nhận, xử lý phản ánh, kiến nghị của cá nhân, tổ chức về quy định hành chính thuộc phạm vi, thẩm quyền quản lý của Ủy ban nhân dân, Chủ tịch Ủy ban nhân dân cấp tỉnh theo quy định của pháp luật.
  - Chủ trì, phối hợp với các Sở, ngành, Ủy ban nhân dân cấp huyện, các cơ quan, tổ chức liên quan chuẩn bị nội dung, phục vụ phiên họp thường kỳ, bất thường, các cuộc họp và hội nghị chuyên đề khác của Ủy ban nhân dân cấp tỉnh, các cuộc họp của Chủ tịch Ủy ban nhân dân cấp tỉnh.
  - Chủ trì, điều hòa, phối hợp việc tiếp công dân giữa các cơ quan tham gia tiếp công dân tại Trụ sở tiếp công dân của tỉnh; quản lý, bảo đảm điều kiện vật chất cho hoạt động của Trụ sở tiếp công dân của tỉnh.
2. Tham mưu tổng hợp, giúp Chủ tịch Ủy ban nhân dân cấp tỉnh
  - Xây dựng, trình Chủ tịch Ủy ban nhân dân cấp tỉnh phê duyệt và đôn đốc thực hiện chương trình công tác năm, 6 tháng, quý, tháng, tuần của Chủ tịch Ủy ban nhân dân cấp tỉnh; kiến nghị với Chủ tịch Ủy ban nhân dân cấp tỉnh những nhiệm vụ trọng tâm, trọng điểm cần tập trung chỉ đạo, điều hành các Sở, ngành, Ủy ban nhân dân cấp huyện, các cơ quan, tổ chức liên quan trong từng thời gian nhất định.
  - Kiến nghị với Chủ tịch Ủy ban nhân dân cấp tỉnh giao các Sở, ngành, Ủy ban nhân dân cấp huyện, các cơ quan, tổ chức liên quan xây dựng cơ chế, chính sách, các đề án, dự án, dự thảo văn bản pháp luật để trình cấp có thẩm quyền quyết định.
  - Thẩm tra về trình tự, thủ tục chuẩn bị và có ý kiến đánh giá độc lập đối với các đề án, dự án, dự thảo văn bản, báo cáo theo chương trình công tác của Chủ tịch Ủy ban nhân dân cấp tỉnh và các công việc khác do các Sở, ngành, Ủy ban nhân dân cấp huyện, các cơ quan, tổ chức liên quan trình Chủ tịch Ủy ban nhân dân cấp tỉnh.
  - Chủ trì, phối hợp với các Sở, ngành, Ủy ban nhân dân cấp huyện, các cơ quan, tổ chức liên quan hoàn chỉnh nội dung, thủ tục, hồ sơ và dự thảo văn bản để trình Chủ tịch Ủy ban nhân dân cấp tỉnh xem xét, quyết định đối với những công việc thường xuyên khác.
  - Chủ trì làm việc với lãnh đạo cơ quan, các tổ chức, cá nhân liên quan để giải quyết những vấn đề thuộc thẩm quyền của Chủ tịch Ủy ban nhân dân cấp tỉnh mà các Sở, ngành, Ủy ban nhân dân cấp huyện còn có ý kiến khác nhau theo ủy quyền của Chủ tịch Ủy ban nhân dân cấp tỉnh.
  - Chủ trì soạn thảo, biên tập hoặc chỉnh sửa lần cuối các dự thảo báo cáo, các bài phát biểu quan trọng của Chủ tịch Ủy ban nhân dân cấp tỉnh.
  - Giúp Chủ tịch Ủy ban nhân dân cấp tỉnh chỉ đạo thực hiện các Quy chế phối hợp công tác giữa Ủy ban nhân dân cấp tỉnh với các cơ quan của Đảng, Hội đồng nhân dân, Ủy ban Mặt trận Tổ quốc và các tổ chức chính trị - xã hội, Tòa án nhân dân, Viện Kiểm sát nhân dân cấp tỉnh.
  - Giúp Chủ tịch Ủy ban nhân dân cấp tỉnh kiểm tra thực hiện những công việc thuộc thẩm quyền kiểm tra của Chủ tịch Ủy ban nhân dân cấp tỉnh đối với các Sở, ngành, Hội đồng nhân dân, Ủy ban nhân dân cấp huyện, các cơ quan, tổ chức liên quan để báo cáo và kiến nghị với Chủ tịch Ủy ban nhân dân cấp tỉnh các biện pháp cần thiết nhằm đôn đốc thực hiện và bảo đảm chấp hành kỷ cương, kỷ luật hành chính.
  - Đề nghị các Sở, ngành, Hội đồng nhân dân, Ủy ban nhân dân cấp huyện, các cơ quan, tổ chức liên quan báo cáo tình hình, kết quả thực hiện các văn bản chỉ đạo, điều hành của Ủy ban nhân dân, Chủ tịch Ủy ban nhân dân cấp tỉnh.
  - Được yêu cầu các Sở, ngành, Hội đồng nhân dân, Ủy ban nhân dân cấp huyện, các cơ quan, tổ chức liên quan cung cấp tài liệu, số liệu và văn bản liên quan hoặc tham dự các cuộc họp, làm việc để nắm tình hình, phục vụ công tác chỉ đạo, điều hành của Ủy ban nhân dân, Chủ tịch Ủy ban nhân dân cấp tỉnh.
3. Bảo đảm thông tin phục vụ công tác lãnh đạo, chỉ đạo, điều hành của Ủy ban nhân dân, Chủ tịch Ủy ban nhân dân cấp tỉnh
  - Thực hiện chế độ báo cáo định kỳ và đột xuất với Chủ tịch Ủy ban nhân dân cấp tỉnh; thông tin để các thành viên Ủy ban nhân dân cấp tỉnh, Thủ trưởng cơ quan thuộc Ủy ban nhân dân cấp tỉnh, Chủ tịch Hội đồng nhân dân, Ủy ban nhân dân cấp huyện, các cơ quan của Đảng, Nhà nước và các cơ quan, tổ chức liên quan về tình hình kinh tế - xã hội của địa phương, hoạt động của Ủy ban nhân dân cấp tỉnh, công tác lãnh đạo, chỉ đạo, điều hành của Chủ tịch Ủy ban nhân dân cấp tỉnh.
  - Cung cấp thông tin cho công chúng về các hoạt động chủ yếu, những quyết định quan trọng của Ủy ban nhân dân cấp tỉnh, Chủ tịch Ủy ban nhân dân cấp tỉnh, những sự kiện kinh tế, chính trị, xã hội nổi bật mà dư luận quan tâm theo quy định pháp luật và chỉ đạo của Chủ tịch Ủy ban nhân dân cấp tỉnh.
  - Thực hiện nhiệm vụ phát ngôn của Ủy ban nhân dân cấp tỉnh theo quy định của pháp luật.
  - Quản lý, xuất bản và phát hành Công báo cấp tỉnh.
  - Quản lý và duy trì hoạt động mạng tin học của Ủy ban nhân dân cấp tỉnh.
  - Quản lý tổ chức và hoạt động của Trang Thông tin điện tử của Văn phòng Ủy ban nhân dân cấp tỉnh.
4. Bảo đảm các điều kiện vật chất, kỹ thuật cho hoạt động của Ủy ban nhân dân cấp tỉnh, Chủ tịch Ủy ban nhân dân cấp tỉnh.
5. Xây dựng, ban hành các văn bản thuộc thẩm quyền của Văn phòng Ủy ban nhân dân cấp tỉnh theo quy định của pháp luật.
6. Tổ chức việc phát hành và quản lý các văn bản của Ủy ban nhân dân cấp tỉnh, Chủ tịch Ủy ban nhân dân cấp tỉnh.
7. Tổng kết, hướng dẫn chuyên môn, nghiệp vụ về công tác văn phòng đối với Văn phòng các Sở, ngành, Văn phòng Ủy ban nhân dân cấp huyện.
8. Tổ chức nghiên cứu, thực hiện và ứng dụng các đề tài nghiên cứu khoa học.
9. Quản lý tổ chức bộ máy, biên chế; thực hiện chế độ tiền lương và các chế độ, chính sách đãi ngộ, khen thưởng, kỷ luật; đào tạo, bồi dưỡng về chuyên môn, nghiệp vụ đối với cán bộ, công chức, viên chức thuộc Văn phòng Ủy ban nhân dân cấp tỉnh.
10. Quản lý tài chính, tài sản được giao theo quy định của pháp luật và phân cấp của Ủy ban nhân dân cấp tỉnh.
11. Thực hiện các nhiệm vụ, quyền hạn khác do Ủy ban nhân dân và Chủ tịch Ủy ban nhân dân cấp tỉnh giao hoặc theo quy định của pháp luật.

## Cơ cấu tổ chức
Văn phòng Ủy ban nhân dân cấp tỉnh gồm:
- Lãnh đạo
  1. Chánh Văn phòng
  2. Phó Chánh Văn phòng
- Phòng Hành chính – Tổ chức;
- Phòng Quản trị - Tài vụ;
- Phòng Tiếp công dân.
- Các phòng nghiên cứu, tổng hợp
- Các đơn vị sự nghiệp trực thuộc

Tùy vào cơ cấu mỗi địa phương có tương ứng số phó chánh văn phòng nhưng không quá 3 người, riêng Hà Nội và Thành phố Hồ Chí Minh không quá 4 người.
Chánh Văn phòng do Chủ tịch Ủy ban nhân dân cấp tỉnh bổ nhiệm và miễn nhiệm. Khi Chánh Văn phòng vắng mặt, một Phó Chánh Văn phòng được Chánh Văn phòng ủy nhiệm điều hành các hoạt động của Văn phòng Ủy ban nhân dân cấp tỉnh.

### Các phòng nghiên cứu, tổng hợp
Các phòng, theo lĩnh vực công tác chuyên môn, nghiệp vụ bảo đảm bao quát đầy đủ các lĩnh vực, có chức năng, nhiệm vụ rõ ràng, không chồng chéo, phù hợp với đặc điểm quản lý và khối lượng công việc thực tế ở địa phương. Chủ tịch Ủy ban nhân dân cấp tỉnh quy định cụ thể về tên gọi và số lượng các phòng thuộc Văn phòng Ủy ban nhân dân cấp tỉnh nhưng không quá 6 phòng; đối với thành phố Hà Nội và thành phố Hồ Chí Minh, không quá 7 phòng.
Các phòng thường là:
1. Phòng Tổng hợp
2. Phòng Nội chính
3. Phòng Kiểm soát thủ tục hành chính
4. Phòng Kinh tế
5. Phòng Văn hòa Xã hội
6. Phòng Tài nguyên Môi trường
7. Phòng Quy hoạch Xây dựng và Giao thông
8. Phòng Công thương
9. Phòng Nông nghiệp Nông thôn
10. Phòng Văn Xã
11. Phòng Đầu tư
12. Phòng Đô thị
13. Phòng Đối ngoại
14. Phòng Pháp Chế
...

Tùy theo địa phương và đặc tính của tỉnh mà mỗi Chủ tịch Ủy ban nhân dân cấp tỉnh sẽ quy định khác nhau.